# Admiror, paries, te non cecidisse ruinis

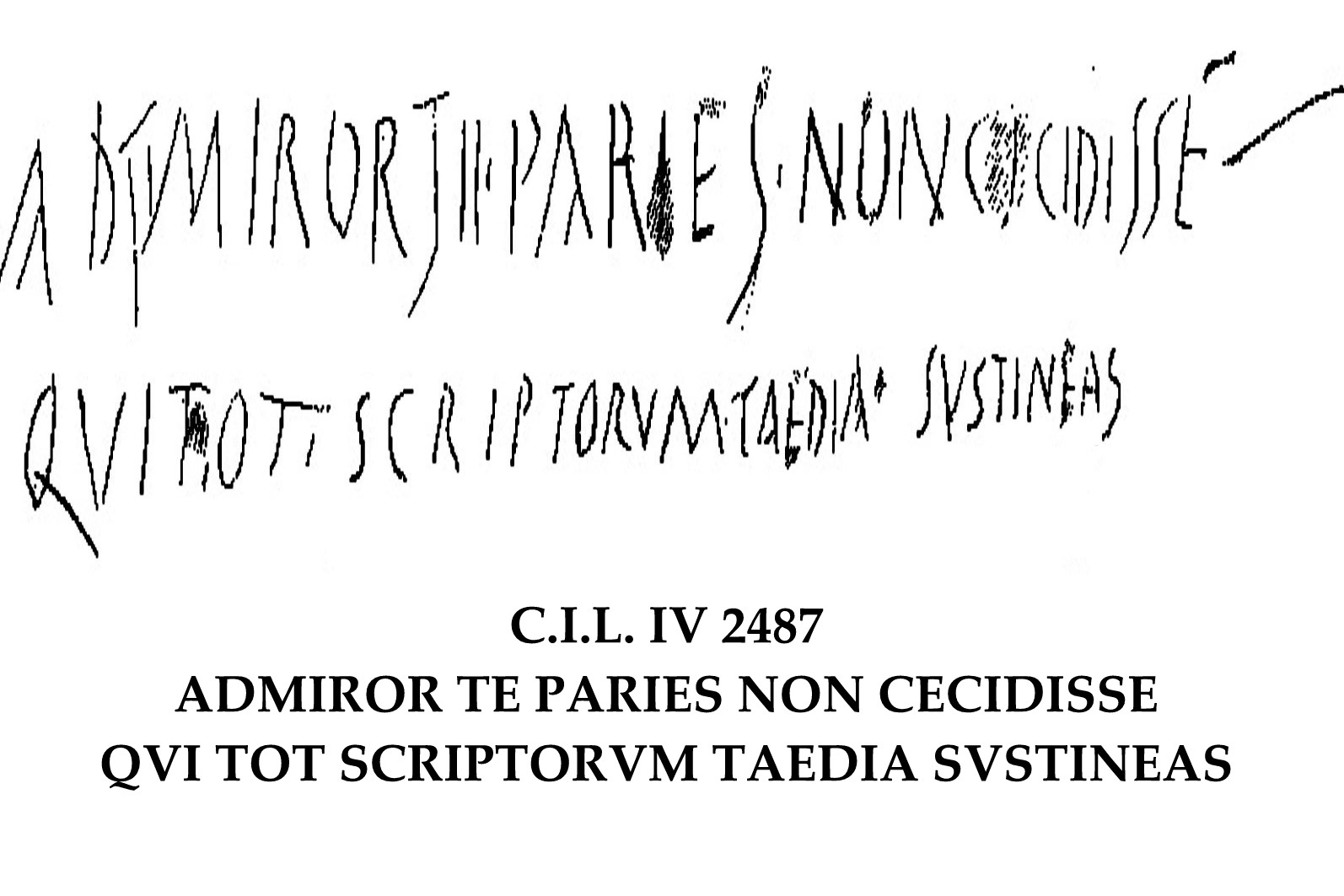
CIL IV 2487

Admiror, paries, te non cecidisse ruinis ist der erste Vers eines antiken Graffito aus dem Amphitheater in Pompeji (II 6).
Die originale Inschrift ist nicht ganz zweifelsfrei lesbar. Das vollständige Distichon lautet mutmaßlich (als Konjektur):
Admiror, paries, te non cecidisse ruinis

qui tot scriptorum taedia sustineas.
Ich bewundere dich, Mauer, dass du nicht zu Schutt zerfallen bist,

die du den Überdruss so vieler Schreiber ertragen musst.
Der offenbar mehrfach überlieferte Vers findet sich im Corpus Inscriptionum Latinarum unter den Nummern CIL IV 1904, 2461
und 2487.